# ویروس بتهوون
ویروس بتهوون (کره‌ای: 베토벤 바이러스) یک مجموعهٔ تلویزیونی کره جنوبی سال ۲۰۰۸ با بازی کیم میونگ-مین، لی جی آه و جانگ گیون سوک است. این مجموعه به دلیل اینکه اولین درام کره‌ای بود که زندگی موسیقی‌دان‌های کلاسیک، یک ارکستر و مردم عادی که رؤیای نوازنده شدن را دارند به تصویر کشید، توجه‌ها را جلب کرد. ویروس بتهوون از ۱۰ سپتامبر تا ۱۲ نوامبر ۲۰۰۸، روزهای چهارشنبه و پنجشنبه ساعت ۲۱:۵۵ (کی‌اس‌تی) از ام‌بی‌سی برای ۱۸ قسمت پخش شد.